# Список наград и номинаций Mass Effect
Mass Effect — компьютерная ролевая игра, разработанная студией BioWare и выпущенная компанией в 2007 году для платформы Xbox 360 и 28 мая 2008 года на персональные компьютеры. На сайте-агрегаторе Metacritic средняя оценка игры составляет 87 %. Игра получила множество наград на различных выставках и мероприятиях например, как лучшая RPG 2007 года по версии Spike Video Game Awards и IGN и в 2008 году по версии D.I.C.E. Awards. В дополнение издание The New York Times сделала Mass Effect игрой года. В 2008 году редакторы IGN поставили Mass Effect на первое место с списке 25 лучших игр для Xbox 360.
Сайт GameSpy присвоил игре 8-е место в списке лучших игр 2008 года. «Видеомания», видеоприложение к журналу Игромания, назвала Mass Effect игрой года в 2007 году. ПК-версия игры также заняла второе место в номинации «RPG года» (2008) журнала..

## Список номинаций и наград
| Год  | Награда                                                   | Категория                                              | Получатель  | Результат | Источник      |
| ---- | --------------------------------------------------------- | ------------------------------------------------------ | ----------- | --------- | ------------- |
| 2007 | Spike Video Game Awards                                   | Игра года                                              | Mass Effect | Номинация | [ 2 ] [ 9 ]   |
| 2007 | Spike Video Game Awards                                   | Лучшая RPG                                             | Mass Effect | Победа    | [ 2 ] [ 9 ]   |
| 2007 | Spike Video Game Awards                                   | Лучшая графика                                         | Mass Effect | Номинация | [ 2 ] [ 9 ]   |
| 2007 | Spike Video Game Awards                                   | Лучшая игра для Xbox 360                               | Mass Effect | Номинация | [ 2 ] [ 9 ]   |
| 2007 | Spike Video Game Awards                                   | Лучшая оригинальная оценка                             | Mass Effect | Номинация | [ 2 ] [ 9 ]   |
| 2007 | Премии игр года TeamXbox                                  | Лучшая ролевая игра года                               | Mass Effect | Победа    | [ 10 ]        |
| 2007 | Премии игр года TeamXbox                                  | Лучший сюжет года                                      | Mass Effect | Победа    | [ 11 ]        |
| 2007 | Премии игр года TeamXbox                                  | Игра года                                              | Mass Effect | Победа    | [ 12 ]        |
| 2007 | Премии лучших игр 2007 года по версии IGN                 | Лучшая RPG (Xbox 360)                                  | Mass Effect | Победа    | [ 13 ]        |
| 2007 | Премии лучших игр 2007 года по версии IGN                 | Лучший Художественный Дизайн (Xbox 360)                | Mass Effect | Победа    | [ 14 ]        |
| 2007 | Премии лучших игр 2007 года по версии IGN                 | Лучший саундтрек в концовке (Xbox 360)                 | Mass Effect | Победа    | [ 15 ]        |
| 2007 | Премии лучших игр 2007 года по версии IGN                 | Лучший сюжет (Xbox 360)                                | Mass Effect | Победа    | [ 16 ]        |
| 2007 | Премии лучших игр 2007 года по версии IGN                 | Игра года для Xbox 360                                 | Mass Effect | Победа    | [ 17 ]        |
| 2007 | Премии лучших игр 2007 года по версии IGN                 | Лучшая RPG в общей категории                           | Mass Effect | Победа    | [ 3 ]         |
| 2007 | Премии лучших игр 2007 года по версии IGN                 | Лучший Художественный Дизайн в общей категории         | Mass Effect | Победа    | [ 18 ]        |
| 2007 | Премии лучших игр 2007 года по версии IGN                 | Лучшая оригинальная оценка в общей категории (Overall) | Mass Effect | Победа    | [ 19 ]        |
| 2007 | Премии лучших игр 2007 года по версии IGN                 | Лучшее использование звука в общей категории           | Mass Effect | Победа    | [ 20 ]        |
| 2007 | Премии лучших игр 2007 года по версии IGN                 | Лучшая история в общей категории                       | Mass Effect | Победа    | [ 21 ]        |
| 2007 | Премии лучших игр 2007 года по версии IGN                 | Лучший разработчик в общей категории                   | BioWare     | Победа    | [ 22 ]        |
| 2007 | Премии лучших игр 2007 года по версии IGN                 | Игра года в общей категории                            | Mass Effect | Победа    | [ 23 ]        |
| 2008 | Премия Академии интерактивных искусств и наук             | Ролевая игра года                                      | Mass Effect | Победа    | [ 4 ]         |
| 2008 | Премия Академии интерактивных искусств и наук             | Консольная игра года                                   | Mass Effect | Номинация | [ 4 ]         |
| 2008 | Премия Академии интерактивных искусств и наук             | Выдающееся достижение в разработке сюжета              | Mass Effect | Номинация | [ 4 ]         |
| 2008 | Премия Академии интерактивных искусств и наук             | Выдающееся исполнение персонажей                       | Mass Effect | Номинация | [ 4 ]         |
| 2008 | Премия разработчиков компьютерных игр на восьмом вручении | Инновационная премия                                   | Mass Effect | Номинация | [ 24 ]        |
| 2008 | Премия разработчиков компьютерных игр на восьмом вручении | Аудио                                                  | Mass Effect | Номинация | [ 24 ]        |
| 2008 | Премия разработчиков компьютерных игр на восьмом вручении | Дизайн игры                                            | Mass Effect | Номинация | [ 24 ]        |
| 2008 | Премия разработчиков компьютерных игр на восьмом вручении | Сюжет                                                  | Mass Effect | Номинация | [ 24 ]        |
| 2008 | Премии лучших игр 2008 года по версии IGN                 | Лучшая RPG (ПК)                                        | Mass Effect | Номинация | [ 25 ]        |
| 2008 | Премии лучших игр 2008 года по версии IGN                 | Лучшая оригинальная оценка (ПК)                        | Mass Effect | Победа    | [ 26 ]        |
| 2008 | Премии лучших игр 2008 года по версии IGN                 | Лучшее озвучивание актёров (ПК)                        | Mass Effect | Номинация | [ 27 ]        |
| 2008 | Премии лучших игр 2008 года по версии IGN                 | Лучшая история (ПК)                                    | Mass Effect | Победа    | [ 28 ]        |
| 2009 | 5 вручение Британской академией игр                       | История и персонажи                                    | Mass Effect | Номинация | [ 29 ] [ 30 ] |